# Gustav Adolf Glaßer
Gustav Adolf Glaßer (* 21. Dezember 1819 in Roda, Sachsen-Altenburg; † 16. Dezember 1877 ebenda) war ein deutscher Jurist und Politiker.

## Leben
Als Sohn eines Tranksteuerinspektors geboren, studierte Glaßer Rechtswissenschaften in Jena. Während seines Studiums wurde er 1839 Mitglied der Burschenschaft Arminia auf dem Burgkeller. 1844 wurde er Notar in Roda, 1845 Auditor beim Kreisamt Kahla und 1846 beim Amt Roda, wo er 1847 auch als Advokat und später als Stadtverordneter wirkte. 1854 bis 1857, 1870 bis 1873 und 1874 bis 1876 war er Abgeordneter im Landtag von Sachsen-Weimar-Eisenach. 1869 wurde er Justizrat.